# Progress Live
Il Progress Live 2011 è l'ottavo tour mondiale della boy band inglese Take That, a supporto del suo sesto album in studio, Progress.
Il tour, sponsorizzato da Samsung, è il primo che vede il ritorno di Robbie Williams dopo l'abbandono dal gruppo nel 1995.
Il tour ha raggiunto ben presto importanti traguardi, tra cui vendere un milione di biglietti nel giro di 24 ore.
Il Progress Live è rapidamente diventato il più grande tour del Regno Unito, battendo il This Is It di Michael Jackson con una richiesta di biglietti, si dice, 30 volte superiore per il Progress Live rispetto allo sfortunato concerto di Michael Jackson.
Gli 8 concerti all'Etihad Stadium e al Wembley Stadium superano il precedente record detenuto dal Bad World Tour di Michael Jackson nel 1988.
Per il tour i Take That si sono avvalsi dei celebri Pet Shop Boys come special artisti d'apertura. Il giornale inglese The Guardian identificò i Pet Shop Boys con la frase è come chiedere a Michelangelo di dipingere il soffitto della cucina.

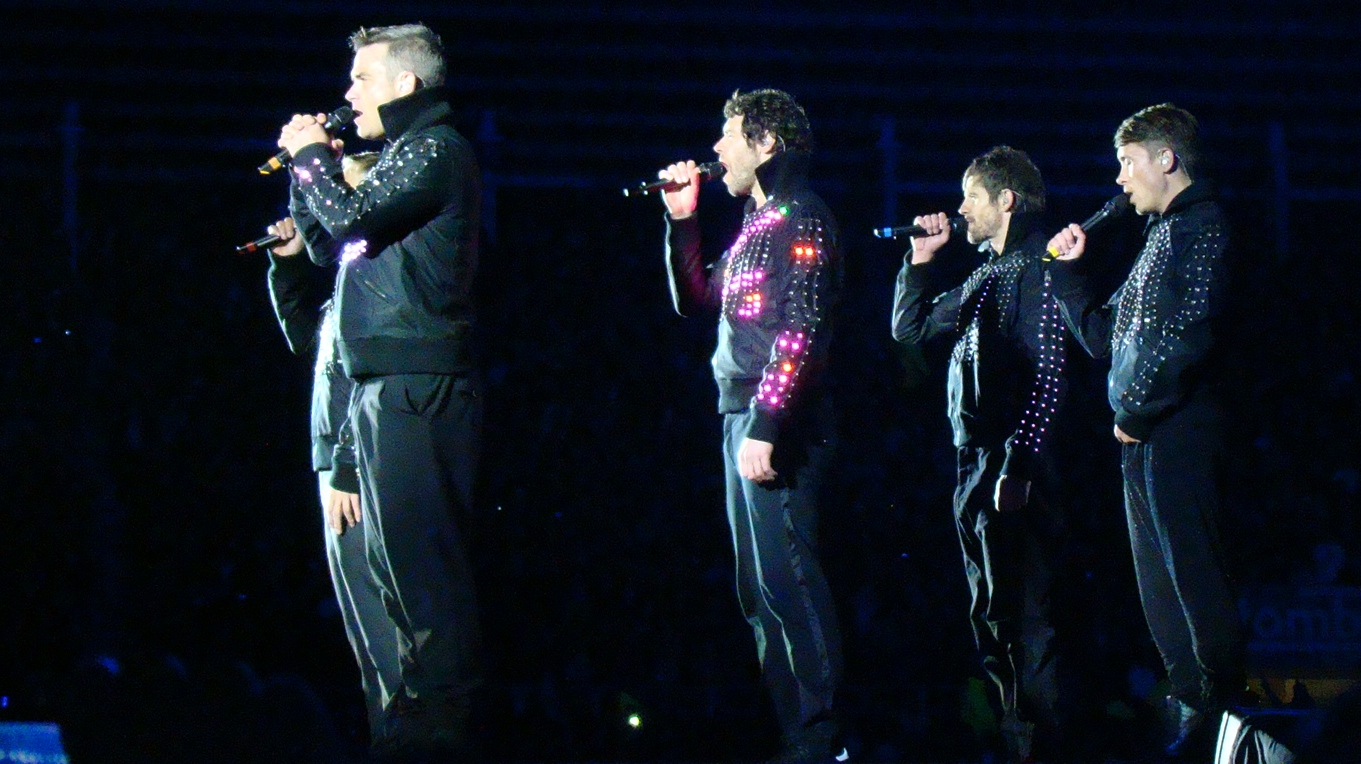
I Take That mentre si esibiscono allo Stadium of Light di Sunderland.

## Scaletta

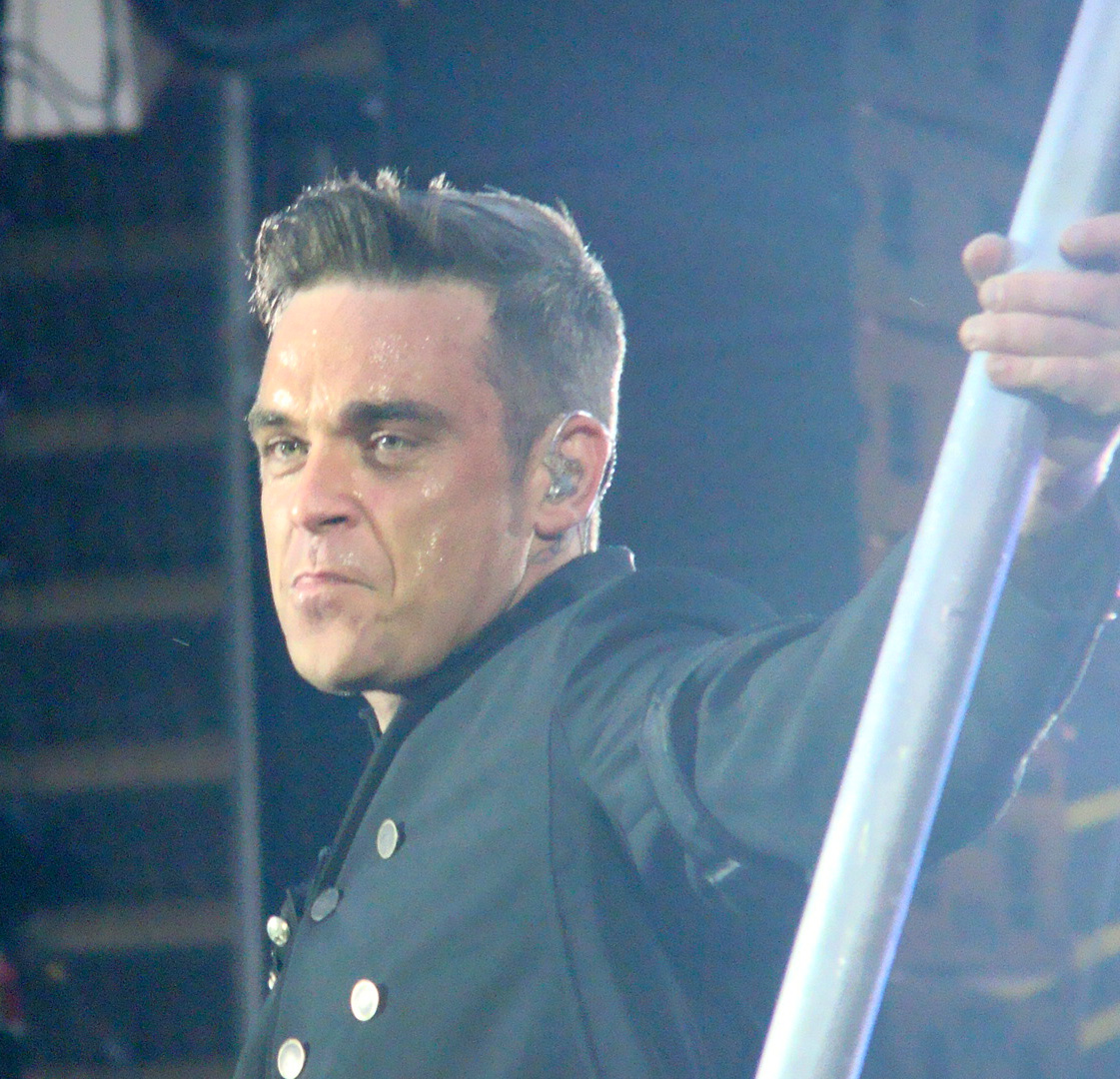
Robbie Williams durante il concerto allo Stadium of Light di Sunderland.

### Take That (come quartetto)
1. Rule the World
2. Greatest Day
3. Hold Up a Light
4. Patience
5. Shine (contiene elementi di Mr Blue Sky.)

### Robbie Williams
1. Let Me Entertain You (contiene elementi di Sgt. Pepper's Lonely Hearts Club Band.)
2. Rock DJ
3. Come Undone (contiene elementi di Walk on the Wild Side e di Greatest Day.)
4. Feel
5. Angels

### Take That (come quintetto)
1. Intermezzo Shaolin Monks (contiene elementi di Man.)
2. The Flood
3. SOS
4. Underground Machine
5. Kidz (contiene elementi di Rudebox e di Clap Your Hands Now.)
6. Pretty Things
7. When They Were Young Medley: A Million Love Songs / Babe / Everything Changes
8. Back for Good
9. Pray
10. Love Love (contiene elementi di Happy Now.)
11. Never Forget

### Encore
1. No Regrets / Relight My Fire
2. Eight Letters

## Incidenti
Durante il concerto del 4 giugno 2011, il robot di scena, usato durante la canzone Love Love, si è bloccato, intrappolando Mark Owen e Howard Donald sulle mani del robot ad una altezza di alcuni metri. I due hanno dovuto cantare parte della canzone successiva ancora sul robot.
I cantanti alla fine sono riusciti a scendere grazie ad una scala in totale sicurezza.

## Date del tour
| 1.806.473 / 1.806.473 (100%) |
| ---------------------------- |

| $185.175.360 |
| ------------ |